# Crespi 1797
Crespi 1797 est une entreprise italienne de l'industrie textile. Elle a toujours été détenue et dirigée par les descendants du fondateur, Benigno Crespi. Fondée en 1797 et encore en activité en 2009.

## Métiers
Elle conçoit, produit et commercialise des tissus d'habillement haut-de-gamme.